# Talle

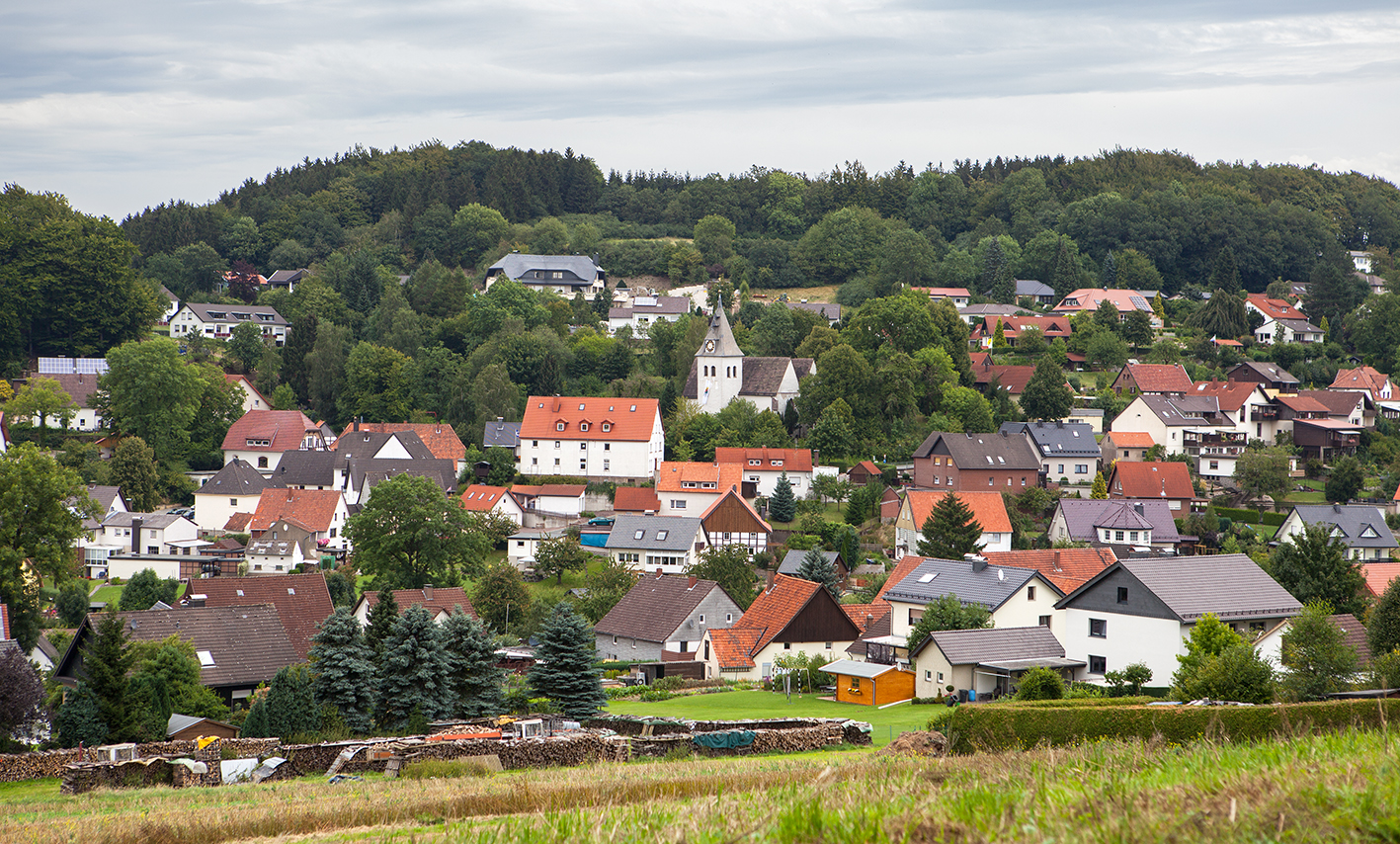
Talle, Ansicht von Süden

Talle ist ein Ortsteil der Gemeinde Kalletal im Kreis Lippe, Nordrhein-Westfalen. Das Bergdorf liegt am Fuß des Bonstapels. Westlich vom Dorf liegen die Steinbrüche Talle.

## Geschichte
Talle wird erstmals 1221 schriftlich erwähnt.
Der Name Talle leitet sich vermutlich vom germanischen Wort „*tala-“ ab, das „schnell, eifrig“ bedeutet und sich auf den Bach bezog.
Seit dem 1. Januar 1969 gehört Talle zur Gemeinde Kalletal.

### Einwohnerentwicklung
| Jahr      | 1860 | 1939 | 1962 |
| Einwohner | 568  | 551  | 997  |
| --------- | ---- | ---- | ---- |

## Bauwerke

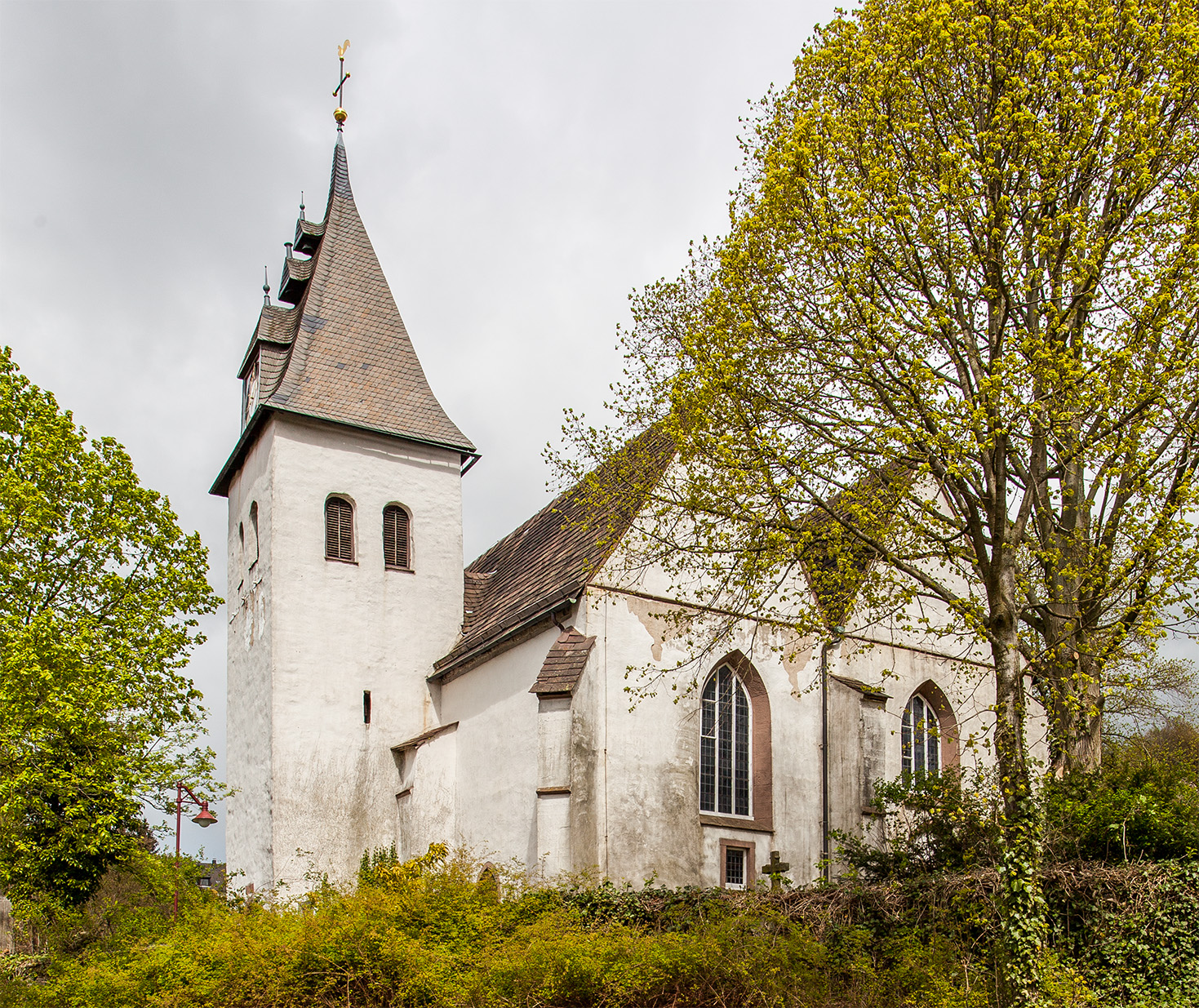
Evangelisch reformierte Pfarrkirche in Talle (Petruskirche)

Das Wahrzeichen des Dorfes ist die Petruskirche, deren frühromanischer Westturm aus dem 11. Jahrhundert stammt. Die doppelschiffige, spätgotische Hallenkirche wurde von 1482 bis 1492 erbaut.
An Kirche und Kirchhofsmauer stehen 42 Grabsteine aus der Zeit zwischen 1683 und 1866.
Zum Ort gehört das nahe Gut Röntorf. Dort verbrachte Prinzessin Godela zur Lippe einen Großteil ihres Lebens.

## Religion

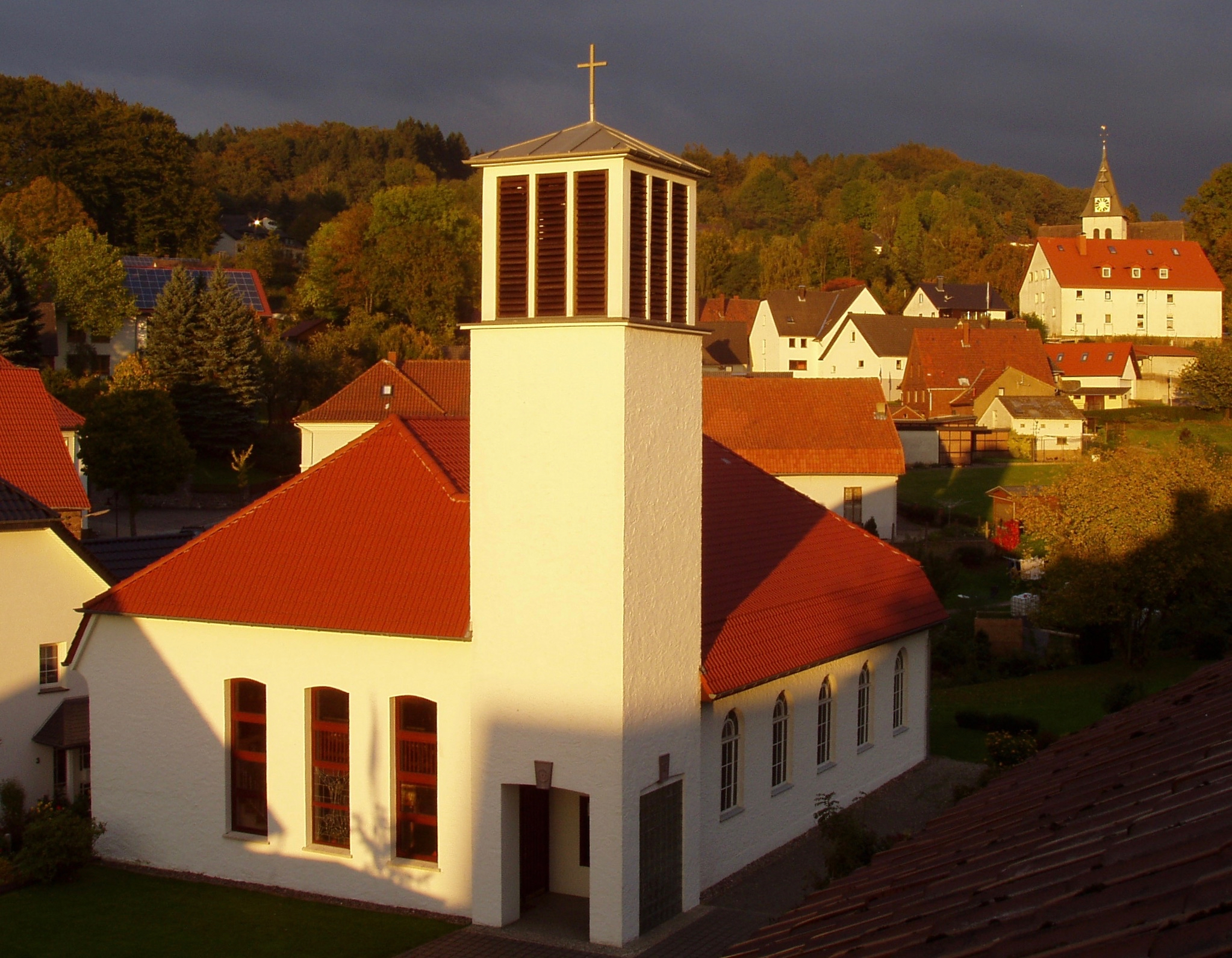
Kirche der evangelisch-lutherischen Kirchengemeinde St. Michaelis in Talle

Die Bevölkerung in Talle ist, wie im gesamten lippischen Raum, mehrheitlich evangelisch-reformiert. Zur evangelisch-reformierten Kirchengemeinde in Talle gehören auch die Ortsteile Bavenhausen, Osterhagen, Rentorf, Talle und Waterloo sowie die Lemgoer Ortsteile Brüntorf, Kirchheide, Matorf und Welstorf und der Bad Salzufler Ortsteil Pillenbruch. Des Weiteren gibt es seit 1927 die Selbständig Evangelisch-Lutherische Kirchengemeinde St. Michaelis in Talle.

## Sport
Der TuS Talle von 1923 e. V. ist der örtliche Sportverein mit Abteilungen für Fußball, Korbball, Turnen und Nordic-Walking.

## Persönlichkeiten
Der ehemalige Bundeskanzler Gerhard Schröder (* 1944) hat in Talle die Volksschule besucht, wo er beim TuS Talle Fußball spielte. Dort erhielt er seinen Spitznamen „Acker“.

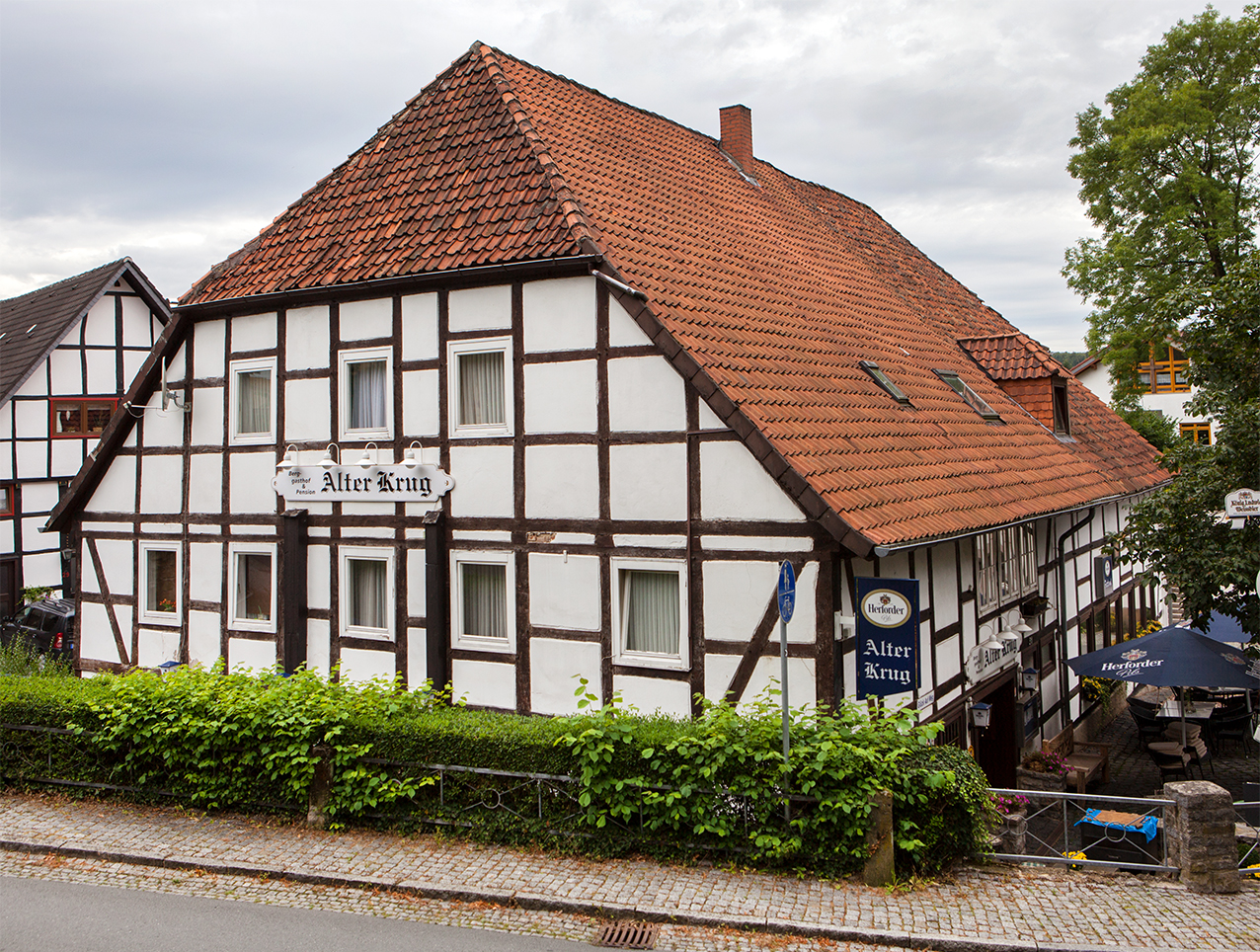
Der Alte Krug in Talle, eines der ältesten Gasthäuser in Lippe (mittlerweile außer Betrieb)